# Xanionotum smithi
Xanionotum smithi är en tvåvingeart som beskrevs av Charles Thomas Brues 1936. Xanionotum smithi ingår i släktet Xanionotum och familjen puckelflugor. Inga underarter finns listade i Catalogue of Life.